# ジェイ・クレイトン
ジェイ・クレイトン（Walter J. "Jay" Clayton III）は、アメリカ合衆国の弁護士。サリバン・クロムウェル法律事務所のパートナーであった。企業の合併・買収 (M&A) と資本市場取引が専門である。第32代証券取引委員会委員長を務めた。

## 経歴
1988年にペンシルベニア大学で1982年に工学士を得て、1990年にケンブリッジ大学で文学士を得た。1993年にペンシルベニア大学ロースクールで法務博士を取得した。弁護士資格をニューヨーク州、コロンビア特別区、ペンシルベニア州（休止）で得ている。
1993年から1995年まで、ペンシルベニア東地区の米国連邦地方裁判所のマービン・カッツ判事の事務弁護士として働いた。サリバン・クロムウェル法律事務所では、ゴールドマン・サックスを含むウォール街の法律事務所として優れた活動を行っている。2008年の金融危機時には、ゴールドマン・サックスの代理人として米政府による銀行救済のため100億ドル（現行レートで約1兆1700億円）の資金給付に対応した。

### 証券取引委員会委員長
2017年1月4日、ドナルド・トランプ次期米大統領はジェイ・クレイトンを米証券取引委員会（ＳＥＣ）の次期委員長に指名した。ドナルド・トランプは、「クレイトン氏は金融・規制法規を専門とする有能な弁護士であり、米国の金融機関が法を順守しつつ、業績を伸ばし雇用を創出することを可能にするだろう」「米企業への投資を阻害してきた多くの規制を撤廃し、米国の労働者を害さない方法で金融業界の監督を修復する必要がある」とクレイトンの役割を述べた。
クレイトンは2017年3月23日に上院の銀行委員会の公聴会に出席する。クレイトンは上院の承認を余裕をもって通過すると見られている。しかし、エリザベス・ウォーレンとシャーロット・ブラウンなどの民主党リベラル派は、ウォール街と密接な関係をもつ人物が証券取引委員会(SEC)を率いることに懐疑的であるため、クレイトンは厳しい追及に直面すると見られている。
クレイトンがSECの委員長を務めることは、鳥小屋を守る狐に似ており、平均的なアメリカ人投資家の利益を守るSECが求められていると元民主党議員のテッド・カウフマンは評している。

2017年4月5日、米国上院の銀行委員会はジェイ・クレイトンの証券取引委員会委員長就任を賛成15・反対8で可決し、本会議に向けて前進した。SECの倫理規定では、彼自身の元顧客と法律事務所の顧客に関する対する訴訟から2年間は就任を避けなければならないとされている。アイダホ州銀行委員会委員長のマイク・クラポは「資本市場をより魅力的する必要性についてのクレイトンの証言からすると、米国への投資を回復させ、雇用を創出するものと好意的に受け止めた」と語った。
2017年5月2日、米国上院本会議で、ジェイ・クレイトンの証券取引委員会委員長への就任人事は、賛成61・反対37の賛成多数で可決された。クレイトンは公聴会でドッド＝フランク・ウォール街改革・消費者保護法を巻き戻す具体的な計画は持っていないと述べた。